# Iwate (1901)
El Iwate (磐手) fue un crucero acorazado de la Armada Imperial Japonesa. Lleva su nombre en honor a la prefectura homónima del norte de Japón. Su buque gemelo era el Izumo.

## Trasfondo
El Iwate fue uno de los seis cruceros acorazados ordenados a astilleros extranjeros antes de la primera guerra ruso-japonesa como parte del «Programa Seis-Seis», Seis acorazados-Seis cruceros, encargados para ser la espina dorsal de la Armada Imperial Japonesa. Fue construido por el astillero Armstrong Whitworth en Reino Unido.

## Historial de servicio
El Iwate prestó un valioso servicio durante la guerra con Rusia. Durante la Primera Guerra Mundial fue asignado a la misión de escolta de convoyes entre Singapur y el canal de Suez. Después de la guerra, el Iwate fue asignado a la flota de entrenamiento en Yokosuka. En noviembre de 1924 formó parte de delegación japonesa en Brasil y viajó hasta el país sudamericano para conmemorar el 100.º aniversario de su independencia.
Cuando estalló la Segunda Guerra Mundial, y a pesar de su antigüedad, el Iwate recibió mejoras tales como armamento antiaéreo, y el 1 de julio de 1942 fue reclasificado como crucero de primera clase. Conforme avanzaba la guerra, la efectividad del buque empezó a verse condicionada debido a su antigüedad, por lo cual pronto fue relegado a tareas de entrenamiento.
El 26 de julio de 1945, el Iwate fue hundido en su amarre de Kure (34°14′N 132°30′E / 34.233, 132.500) durante un ataque aéreo estadounidense. Dos años después, su casco fue reflotado y desguazado.